# Nethen (dorp in België)
Nethen is een dorp in de Belgische provincie Waals-Brabant en een deelgemeente van Graven (Frans: Grez-Doiceau). Nethen ligt vijf kilometer ten noorden van het centrum van Graven, tegen de grens met Vlaams-Brabant. Het dorp is genoemd naar het gelijknamige riviertje. Tot 1 januari 1977 was het een zelfstandige gemeente.

## Bezienswaardigheden
- De Sint-Jan-de-Doperkerk (Église Saint-Jean-Baptiste) heeft een classicistisch schip en toren (1767-1777). In 1866 werd een neoclassicistisch transept en koor aangebouwd.
- Het Château de Savenel werd aangekocht door de Orde van Ongeschoeide Karmelieten in 1687 en omgeven door een bakstenen muur van 2 kilometer 850 meter lang. Tijdens de Franse Revolutie werd het in beslag genomen en in 1798 verkocht aan particulieren. Het landgoed is beschermd als site.
- Het Château Van Seebroeck was vroeger een vierkantshoeve (Ferme Demariage) maar werd in de 19e eeuw tot een kasteel omgebouwd. Het is gelegen in een groot Engels landschapspark.
- De middeleeuwse motte uit de 10e eeuw.
- De Uilenhof (Hoeve van de Houlotte) uit 17e eeuw

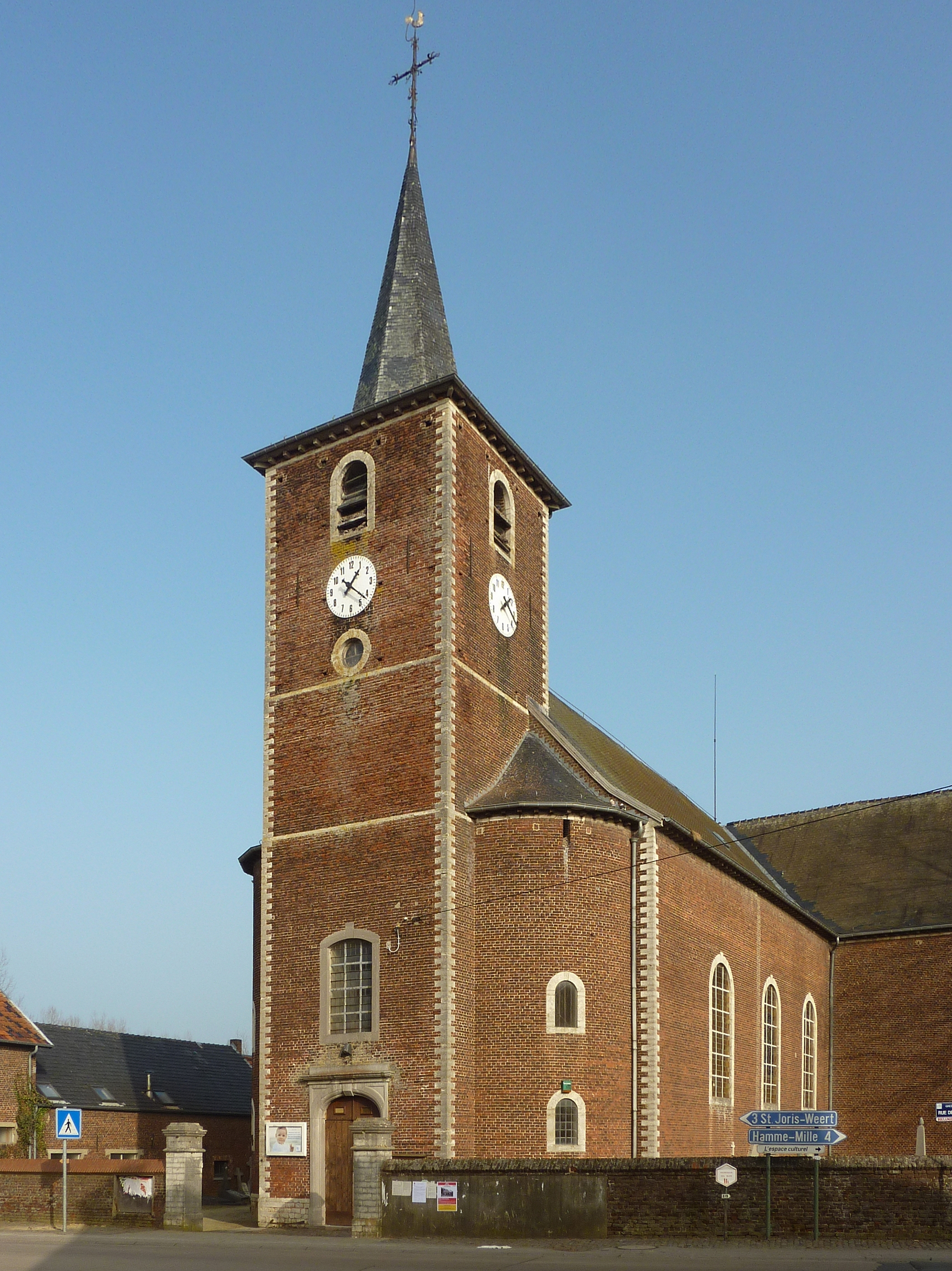
Sint-Jan-de-Doperkerk
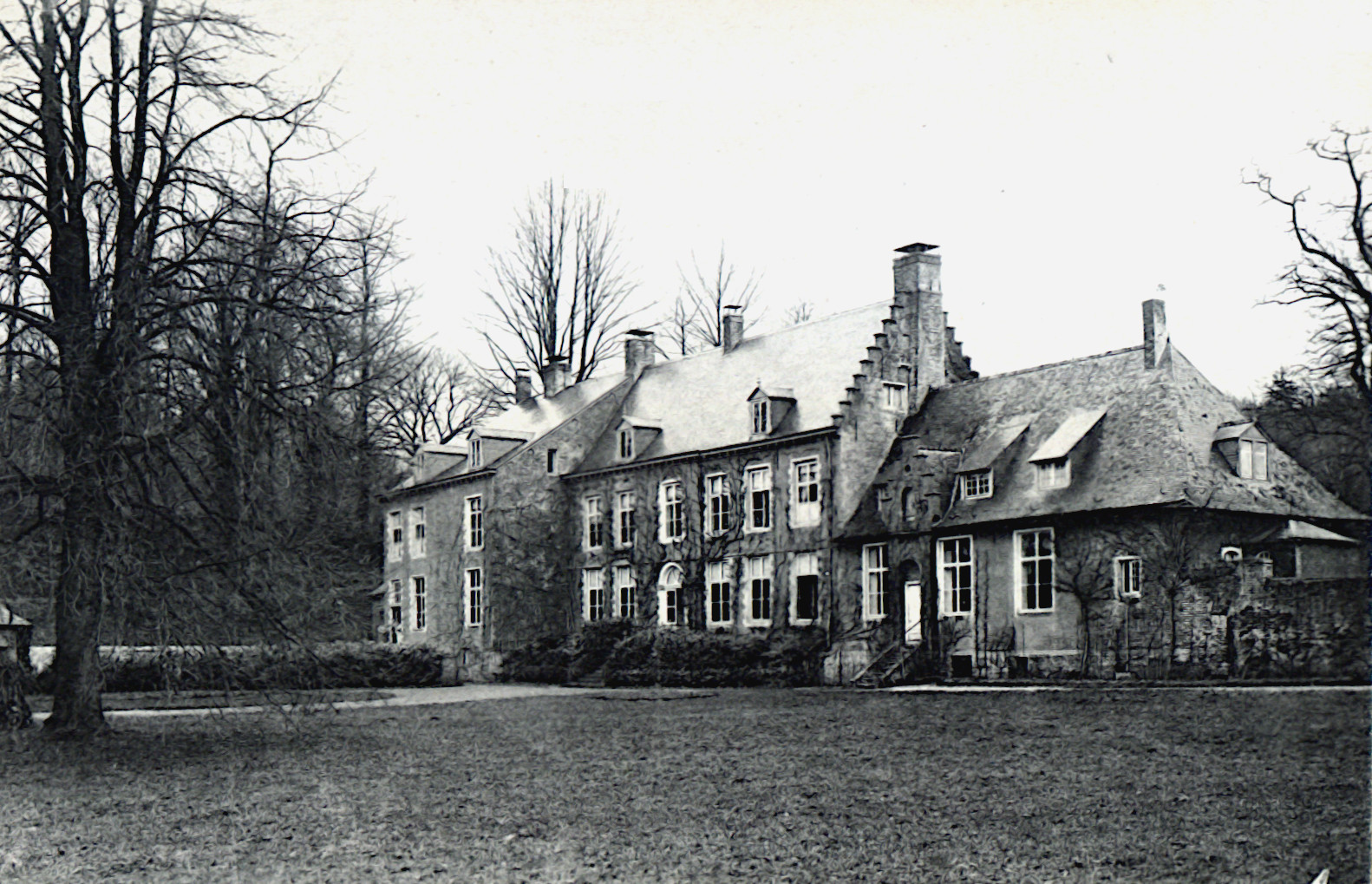
Kasteel Savenel

## Natuur en landschap
Nethen ligt aan de Nethen die hier in de Dijle uitmondt. Ten noorden van Nethen ligt het Meerdaalwoud. De hoogte aan de kerk bedraagt 47 meter.

## Demografische ontwikkeling
- Bronnen:NIS, Opm:1831 tot en met 1970=volkstellingen

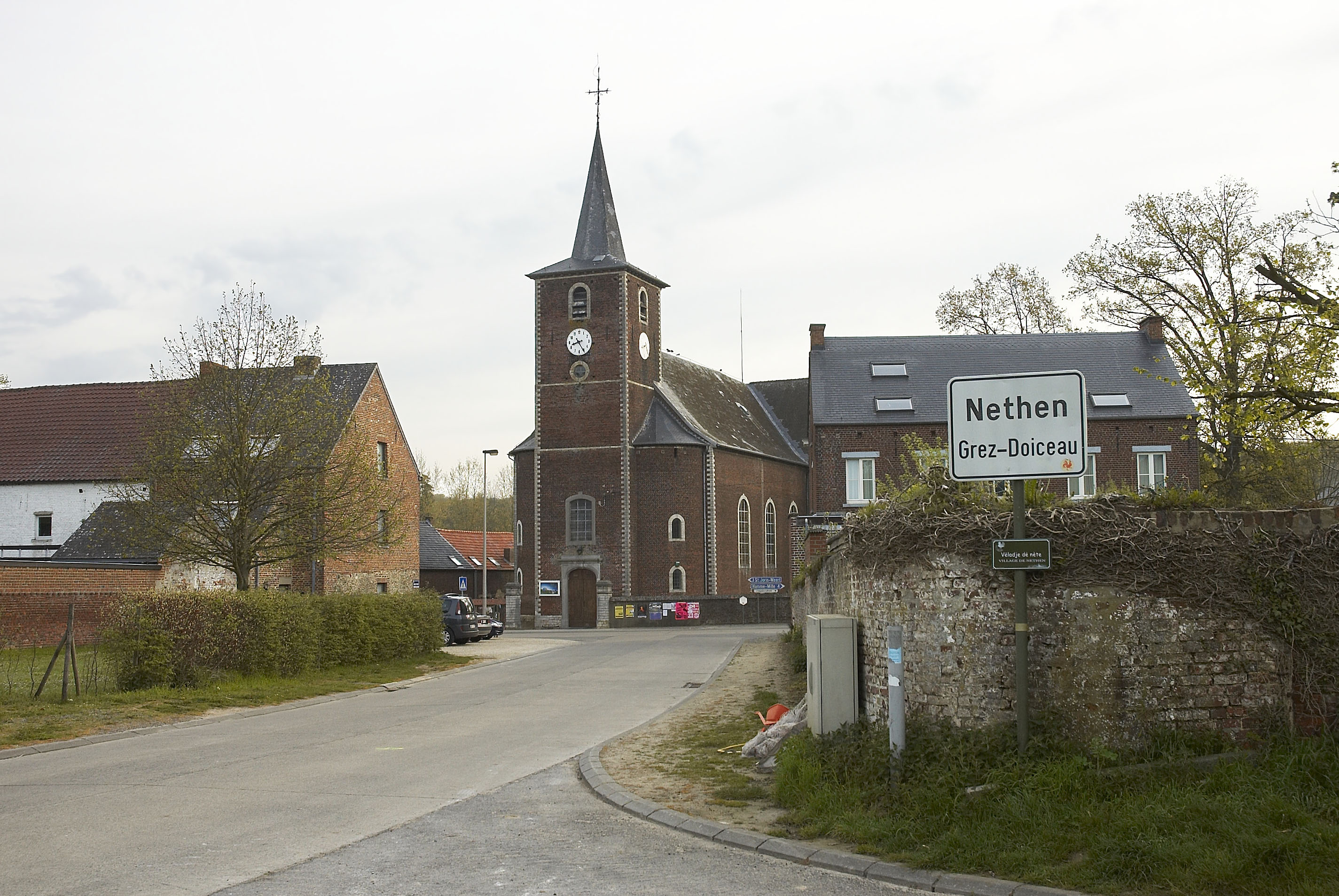
Dorpscentrum van Nethen

## Nabijgelehgen kernen
Pécrot, Sint-Joris-Weert, Hamme
Deelgemeenten: Biez · Bossut-Gottechain · Eerken · Graven · Nethen

Overige dorpen en gehuchten: Bossut · Cocrou · Doiceau · Gastuche · Gottechain · Hèze · Pécrot

Belgische gemeenten · Arrondissement Nijvel · Waals-Brabant · Wallonië